# آمریکا، آمریکا، ننگ به نیرنگ تو
«آمریکا، آمریکا، ننگ به نیرنگ تو» یکی از سرودهای انقلابی جمهوری اسلامی است؛ که شعر آن را حمید سبزواری سروده‌است و آهنگش را احمدعلی راغب ساخته‌است. اجرای این سرود با صدای اسفندیار قره‌باغی هر سال در سالگرد گروگان‌گیری در سفارت ایالات متحده آمریکا در ۱۳ آبان از صدا و سیمای جمهوری اسلامی ایران پخش می‌شود.
قره‌باغی در مصاحبه‌ای با سایت خبری تحلیلی عصر ایران در سال ۱۳۸۸ اظهار کرده که صد در صد به مطالب این سرود معتقد بوده و هنوز هم معتقد است و گفته که «برخلاف آنها که نانشان به دست آمریکاست، دستشان به دست آمریکاست. من همیشه معتقدم که آمریکا جهان‌خوار است؛ از آن سر دنیا آمده این ور دنیا و اینجا در عراق و افغانستان و پاکستان و… این همه فتنه به‌راه انداخته‌است. اینها واقعیت محض است.» برخی منابع از قول او گفتند که پخش این سرود را در شرایطی که نمایندگان ایران در برابر نمایندگان آمریکا به مذاکره نشسته‌اند به صلاح نمی‌داند، اما او در گفتگو با خبرگزاری فارس این خبر را تکذیب کرد.